# Hemiglyphidodon
Hemiglyphidodon is een monotypisch geslacht van straalvinnige vissen uit de familie van rifbaarzen of koraaljuffertjes (Pomacentridae). Het geslacht is voor het eerst wetenschappelijk beschreven in 1879 door Bleeker.

## Soort
- Hemiglyphidodon plagiometopon (Bleeker, 1852)